# هنر صخره‌ای در ایران

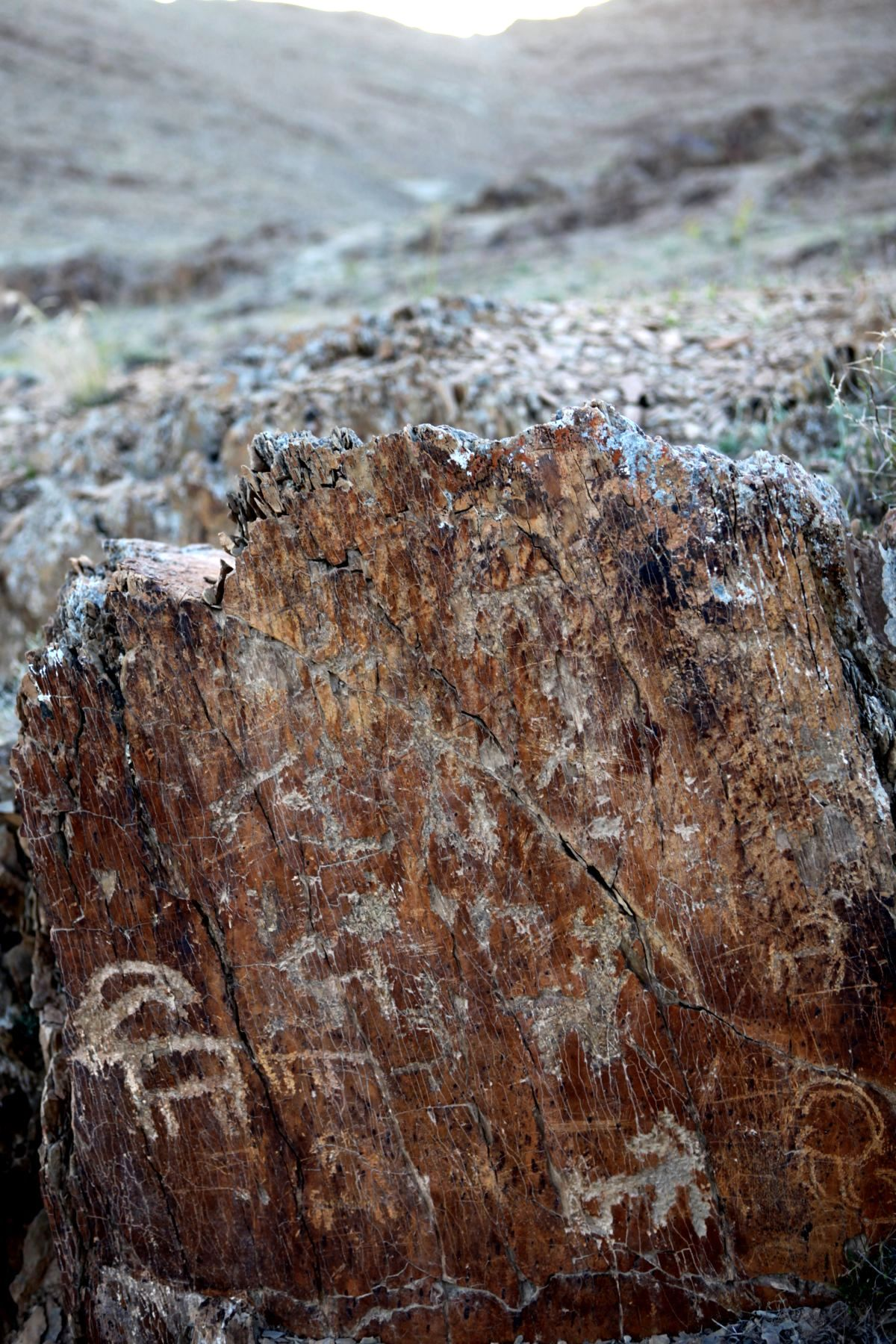
سنگ نگارهٔ تیمره در گلپایگان استان اصفهان، ایران

هنر صخره ای در ایران شامل سنگ نگاره‌ها، یا حکاکی روی صخره‌ها و سنگ‌ها، تصویر نگاشت‌ها، نقاشی روی صخره‌ها یا نقش برجسته‌ها می‌باشد. تعداد زیادی از هنرهای صخره ای ما قبل از تاریخ در ایران وجود دارد و چیزی بیشتر از ۵۰۰۰۰ مورد در ایران کشف شده‌است.
قدمت بعضی از این آثار بیشتر از ۴۰۸۰۰ سال قبل از میلاد مسیح است.
تیمره نام  منطقه قدیمی در گلپایگان است که بزرگترین مجموعه هنر صخره ای ایران را در خود جای داده است. 
هنرهای صخره ای قدیمی‌ترین آثار هنری باقی مانده‌است.
هنرهای صخره ای باستانی و ماقبل تاریخ فراهم‌کننده و منعکس کنندهٔ بینش‌ها و فرهنگ‌های گذشتگان است
باستان شناسان به وسیله شناسایی ابزارهای حکاکی سنگ‌ها، قادر به طبقه‌بندی دوران تاریخی و سن هنرهای صخره ای هستند
ابزارهای کنده کاری و حکاکی شامل سنگ چخماق، آهن و استخوان‌های ضخیم شکار می‌باشد.
بزرگترین هنر صخره ای کشف شده در ایران در شهرستان گلپایگان و بیش از 38000 سنگ نگاره می‌باشد .

## تاریخچه
قدیمی‌ترین هنر صخره ای کشف شده در ایران در تیمره (گلپایگان) می‌باشد  اولین هنر صخره ای کشف شده در ایران واقع در غار یافته استان لرستان و با قدمتی بیش از ۴۰۰۰۰ سال می‌باشد.
این تداوم نشان دهندهٔ چشم گیر بودن و عظمت هنرهای صخره ای در نمای صخره‌ها و سردر غارهاست که الهام بخش طرح‌های صنعتگران ایران باستان بوده‌است و طرح‌های صنعتگران ایران باستان دنباله رو و گاهی کپی از طرح‌های هنرهای صخره ای می‌باشد این دنباله روی و تداوم را می‌توان از هزاره هشتم قبل از میلاد توسط ظروف سفالی در گنج دره در نزدیکی هرسین کرمانشاه، تا هزاره اول تا سوم قبل از میلاد با در نظر گرفتن دوره برنز، در لرستان ردیابی کرد
هنرهای صخره ای ایران به صورت منحصر به فرد نشان دهنده تشکیل خط و حروف الفبا از خط تصویری می‌باشد. سیر تکامل خطوط تصویری: خطوط تصویری، سمبل‌ها و علامت‌ها، خطی (۲۳۰۰ سال قبل از میلاد) یا قبل از ایلامییان، خط هندسی قدیمی ایلامی، خط پهلوی، خط عربی (۹۰۶ سال پیش)، خط کوفی، و خط فارسی (حداقل ۲۵۰ سال پیش)
جدیدترین تحقیقات انجام شده در ایران در سال ۲۰۰۸ به وسیله طیف‌سنج با استفاده ازجمع آوری داده‌ها از نمونه‌های تصادفی می‌باشد. با این حال، این یک کار سخت است که نیاز به یک تلاش مستمر و پشتیبانی وسیع دارد.

## دسته‌بندی‌ها

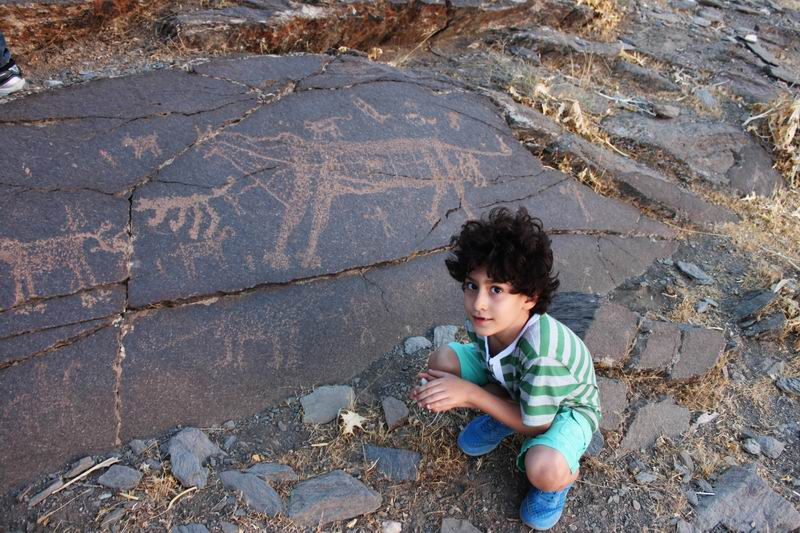
پسر کنجکاوی که نزدیک سنگ نگاره نشسته‌است

تصویر نگاره‌ها شامل تصاویر کشیده شده‌ای است که جنس رنگ‌های آن از ترکیب بعضی از ماده‌های رنگی جامد مانند دوده، خون متبلور و اخرا، با بعضی از چربی‌های حیوانی، خون و روغن دانه‌ها یا مخلوطی از تمام این موادها می‌باشد.
لرستان دارای بیشترین و قدیمی‌ترین تصویر نگاره‌ها در ایران است.
غار یافته در لرستان شامل تصویر نگاره‌هایی هست که حدود چهل هزار سال قدمت دارد.
در مقایسه با سنگ نگاره‌ها، تصویر نگاره‌ها در ایران کم‌یاب و نادر است.

## موضوع
بزکوهی یا کل (یک نوع بز با شاخهای خیلی بلند ومنحنی) رایج‌ترین و بیشترین تصویر حک شده در هنر صخره ای است همچنین دیگر تصاویریافته شده شامل تصاویر انسان‌ها با لباس یا عریان، انسان‌ها در حال انجام تشریفات و مراسم یا پیاده‌روی، گله گاو و طناب، اسب سواری و شکار می‌باشد.

## مکان‌ها
مکان‌ها
الف: مناطق حاوی تصویر نگاره یا Pictographs به شرح زیر است:
1. لرستان: غار هومیان یک و دو، غار میرملاس حوالی کوهدشت، غار دوشه، غار کلماکره
2. هرمزگان: سنگ نگاره‌های اشکفت (غار) آهو بستک
3. کرمان: سنگ نگاره‌های میمند
4. خراسان شمالی: سنگ نگاره‌های غار نرگسلو حوالی بجنورد

ب: مناطق حاوی سنگ نگاره یا Petrograph کشف شده به شرح زیر است:
1. آذربایجان شرقی: ارسباران
2. آذربایجان غربی: خره هنجیران مهاباد
3. اصفهان: اطراف شهرهایی مثل گلپایگان، تیمره گلپایگان، تیران، نجف آباد، دماب، برزک نزدیک کاشان، نشلج، باغبادران، میمه
4. اردبیل: شهریری، شیخ مدی، قلعه قهقهه مشکین شهر
5. تهران :روستای دولت‌آباد نزدیک شهریار؛ کوه کفترلو
6. خراسان جنوبی: لاخ مزار در بیرجند، تنگل استاد، بیژائم، نهبندان
7. خراسان شمالی :سنگ نگاره‌های نرگسلو و جربت در حوالی بجنورد، بام و صفی‌آباد حوالی اسفراین
8. خوزستان: اشکفت (غار) لم گردو در حوالی شوشتر
9. زنجان: غار اژدها در روستای ویر حوالی ابهر
10. سیستان و بلوچستان: غارهای حوالی سراوان، خاش، نیک شهر، نازیل، قصرقند و بزمان
11. سمنان: چهل دختران کوه رشم نزدیک دامغان
12. کرمان: میمند، شاه فیروز در حوالی سیرجان، فراش نزدیک جیرفت، سرچشمه، رفسنجان
13. کردستان: دهگلان، سارال، کن چرمی در حوالی بیجار، هورامان، غار کرفتو
14. کرمانشاه: سرخه لیزی‌ها، چشمه سهراب نزدیک مرآوزا، دینور، سنقر، هرسین
15. فارس: آباده، قیر در حوالی کازرون
16. قزوین: چلمبر، یازلی، قلیچ کندی، یری جان یازقلی، آقاقویی، بیانلو بوئین زهرا
17. لرستان: میر ملاس و هومیان حوالی کوهدشت، خمه در حوالی الیگودرز، میهد حوالی بروجرد، دره یال حوالی ازنا، غار یافته و دوشه
18. مازندران: روستای نوا در بخش بالا لاریجان آمل
19. هرمزگان: سنگ نگاره‌های اشکفت (غار) آهو بستک
20. همدان: دره شهرستانه الوند، دره گنجنامه، مهرآباد و نوشیجان ملایر، مریانج نهاوند، کوه‌های آردوشان (اردوشاهان)
21. یزد: دره نهرین طبس، کوه ارنان مهریز، کوه هبخته، کوه سرخ ندوشن (سرخان کوه)، روستای نصرآباد تفت، روستای شواز، دره گنج در شهرستان تفتسنگ نگاره نرگسلو بجنورد، ایران

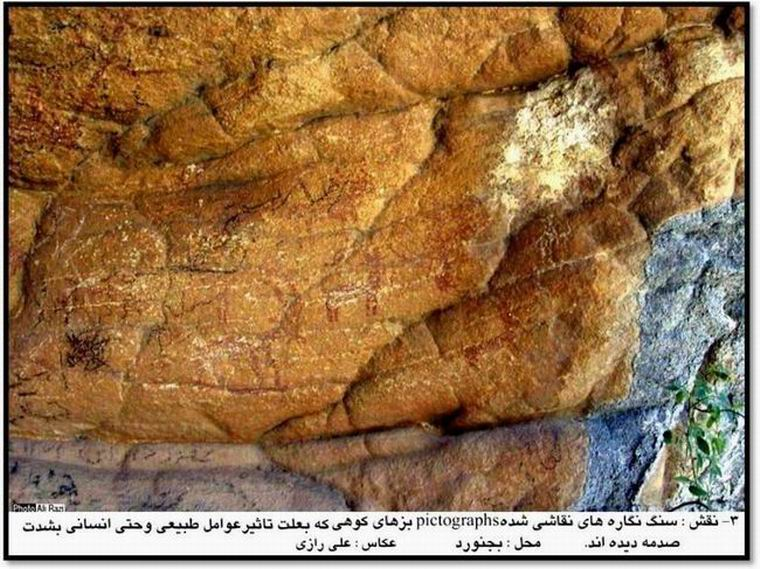
سنگ نگاره نرگسلو بجنورد، ایران

22. مرکزی:نظم آباد اراک ، تمره خمین

## موضوع سنگ نگاره‌ها
| موضوع سنگ نگاره‌ها … درصد فراوانی ۱- بزکوهی که به صورت نمادین با یک شاخ منحنی بلند که به دم می‌رسد ۸۸٪ ۲- شخصیت‌های انسانی ۳٪ ۳- کدها، خط‌ها، علامت‌های فنجانی ۲٪ ۴- اسب‌های وحشی یا رام ۲٪ ۵- شتر با یک یا دو کوهان، پرنده‌ها ۱٪ ۶- موشها، خوکها، گربه سانان، سگ سانان و حیواناتی شبیه به اینها ۱٪ ۷- گوزن، مارال، غزال و شاخ داران ۱٪ ۸- حیوانات از بین رفته / غیرقابل تشخیص ۱٪ ۹- علامت‌های هندسی ۰٫۵٪ ۱۰-گیاهان ۰٫۵٪ |

## مطالعه بیشتر
- Mehdi Kazempur, Nasir Eskandari, and Asadollah Shafizade, "The petroglyphs of Dowzdaghi, Northwestern Iran (Documenta Praehistorica, 2011)
- Ebrahim Karimi and Haharudin Ujang, "The petroglyphs of Qameshlu National Park, central Iran," Rock Art Research 32, no. 1 (2015): 116–119.